# Кубок домашних наций 1909
Кубок домашних наций 1909 (англ. 1909 Home Nations Championship — Чемпионат домашних наций 1909) — 27-й в истории регби Кубок домашних наций, прародитель современного регбийного Кубка шести наций. Турнир прошёл с января по март.
Сборная Уэльса защитила титул победителей Кубка наций, одержав 6-ю победу в истории, завоевав 6-ю по счёту Тройную корону и во второй раз выиграв Большой шлем. Сборная Франции провела три выставочные игры против Англии, Уэльса и Ирландии, проиграв все три матча.

## Итоговая таблица
| Место | Сборная   | Игры    | Игры   | Игры  | Игры      | Очки в матчах* | Очки в матчах* | Очки в матчах* | Очки в турнире** |
| Место | Сборная   | Сыграно | Победы | Ничьи | Проигрыши | Забито         | Пропущено      | Разница        | Очки в турнире** |
| ----- | --------- | ------- | ------ | ----- | --------- | -------------- | -------------- | -------------- | ---------------- |
| 1     | Уэльс     | 3       | 3      | 0     | 0         | 31             | 8              | +23            | 6                |
| 2     | Шотландия | 3       | 2      | 0     | 1         | 30             | 16             | 0              | 4                |
| 2     | Англия    | 3       | 1      | 0     | 2         | 19             | 31             | −12            | 2                |
| 2     | Ирландия  | 3       | 0      | 0     | 3         | 13             | 38             | −25            | 0                |

*В этом сезоне очки начислялись по следующим правилам: попытка — 3 очка, забитый после попытки гол — 2 очка, дроп-гол — 4 очка, гол с отметки и гол с пенальти — по 3 очка.

**Два очка за победу, одно за ничью, ноль за поражение.

## Сыгранные матчи
- 16 января 1909, Кардифф: Уэльс 8:0 Англия
- 30 января 1909, Лестер: Англия 22:0 Франция (неофициальный матч)
- 6 февраля 1909, Инверлит[англ.]: Шотландия 3:5 Уэльс
- 13 февраля 1909, Дублин: Ирландия 5:11 Англия
- 23 февраля 1909, Париж: Франция 5:47 Уэльс
- 27 февраля 1909, Инверлит[англ.]: Шотландия 9:3 Ирландия
- 13 марта 1909, Суонси: Уэльс 18:5 Ирландия
- 20 марта 1909, Ричмонд: Англия 8:18 Шотландия
- 20  марта 1909, Дублин: Ирландия 19:8 Франция (неофициальный матч)